# الرين
مدينة الرين هي مركز محافظة الرين وتقع جنوب غرب مدينة الرياض وتتميز الرين بموقعها الذي يقع في منتصف السعودية.

## تاريخ الرين
كان يسمى قديما بـ(الريب)حيث ورد ذلك في المعاجم اللغوية والأشعار العربية، أما الآن فقد تغير مسماه إلى "الرين"، وكان الريب قديما تسكنه قبائل متعددة من بني قشير. وقد تحدثت الكتب القديمة عن الريب منها: ما ورد في معجم البلدان لياقوت الحموي حيث يقول: (الريب: ناحية باليمامة فيها قرى ومزارع لبني قشير). وفي كتاب (صفة جزيرة العرب) للهمذاني الذي قال فيه: ( الريب واد رغاب ضخم فيه بطون من بني قشير وفي وسطه بنو حيدة وفي أعلاه العبيدات وطرف من بني قرة، وفي أعلاه واد يقال له عنان ، ويحف الريب عن يساره جبل يقال له عريقة ووراء ذلك ماء يقال له الشطور ثم بطن العمق...)